# Vive Staline !
Pour plus de détails, voir Fiche technique et Distribution.
Vive Staline ! est un court métrage français réalisé par Victoria Mercanton et sorti en 1950.

## Synopsis
Le 21 décembre 1949, dans la salle de la Mutualité à Paris, le Parti communiste français rend hommage à Staline à l'occasion de son 70e anniversaire.

## Fiche technique
- Titre : Vive Staline !
- Réalisation : Victoria Mercanton
- Photographie : André Dumaître
- Durée : 14 minutes
- Date de sortie : 1950

## À propos du film
- Vive Staline ! a obtenu un visa non commercial en 1950 après avoir été amputé du passage de l'allocution de Maurice Thorez saluant les « combattants de l'indépendance du Vietnam »[1]. Les Archives françaises du film ont réalisé une version restaurée visible dans la salle des collections du Forum des images et sur le site Ciné-Archives (Fonds audiovisuel du PCF).
- Le générique précise : « Reportage réalisé par un groupe de techniciens communistes ».